# Сірос (аеропорт)
Національний аеропорт острів Сірос (грец. Κρατικός Αερολιμένας Σύρου) (IATA: JSY, ICAO: LGSO) — аеропорт на острові Сірос, Греція .

## Авіакомпанії та напрямки
| Авіакомпанія   | Пункт призначення  |
| -------------- | ------------------ |
| Astra Airlines | Сезонний: Салоніки |
| Olympic Air    | Афіни              |